# Сальникова, Екатерина Андреевна
Екатерина Андреевна Сальникова (1928—2016) — советский передовик производства в химической промышленности. Член ЦРК КПСС (1966—1971). Кандидат в члены ЦК КПСС (1971—1976). Герой Социалистического Труда (1974).

## Биография
Родилась 8 декабря 1928 года в деревне Шевалдино, Усольского района Пермского края.
В 1943 году в период Великой Отечественной войны начала трудовую деятельность — учеником газосварщика на Березниковском азотно-туковом заводе. Позже работала — аппаратчицей и старшей аппаратчицей на Березниковском азотно-туковом заводе.
Без отрыва от производства окончила среднюю школу, профессионально-техническое училище и школу мастеров. На всех рабочих местах показала себя исключительно трудолюбивым и добросовестным тружеником. В 1950 и в 1954 году Указом Президиума Верховного Совета СССР «за трудовые достижения» Е. А. Сальникова награждалась медалями «За трудовое отличие» и «За трудовую доблесть».
30 мая 1966 года Указом Президиума Верховного Совета СССР «высокие трудовые достижения неоднократно награждалась медалями, а по итогам семилетнего плана (1959—1965)» Е. А. Сальникова была награждена Орденом Знак Почёта.
Работая мастером, Е. А. Сальникова принимала активное участие во внедрении в производство новых видов катализаторов, в освоении новых агрегатов, включение которых в производственный процесс позволило предприятию значительно уменьшить затраты на производство этого вида продукции.  Бригада по ей руководством успешно применила на практике немало собственных идей, давших высокий экономический эффект.
15 января 1974 года Указом Президиума Верховного Совета СССР «за выдающиеся успехи в выполнении и перевыполнении планов 1973 года и принятых социалистических обязательств»  Екатерина Андреевна Сальникова была удостоена звания Героя Социалистического Труда с вручением Ордена Ленина и золотой медали «Серп и Молот».
Помимо основной деятельности была членом Центральной ревизионной комиссии КПСС (1966—1971). Кандидат в члены ЦК КПСС (1971—1976). Избиралась членом Пермского обкома и Березниковского горкома КПСС. Делегат XXIII (1966) и XXIV (1971) съездов КПСС.
С 1976 года на пенсии. Жила в городе Березники Пермского края. Умерла 3 октября 2016 года.

## Награды
- Медаль «Серп и Молот» (15.01.1974)
- Орден Ленина (15.01.1974)
- Орден Знак Почёта (28.05.1966)
- Медаль «За трудовую доблесть» (05.11.1954)
- Медаль «За трудовое отличие» (05.01.1950)

### Звания
- Почётный гражданин города Березники (1987)